# Puerto Gallego
Pour les articles homonymes, voir Gallego et Arriola (homonymie).
María del Puerto Gallego Arriola, née le 18 janvier 1963, est une femme politique espagnole membre du Parti socialiste ouvrier espagnol (PSOE).
Elle est élue députée de la circonscription de Cantabrie lors des élections générales de novembre 2011.

## Biographie

### Profession
Puerto Gallego est titulaire d'une licence médecine et chirurgie. Elle est spécialisée en pédiatrie.

### Carrière politique
Elle a été maire de Santoña de 2001 à 2011.
Le 20 novembre 2011, elle est élue députée pour la circonscription de Cantabrie au Congrès des députés et réélue en 2015 et 2016. Elle démissionne le 20 septembre 2016, après sa mise en examen pour prévarication.